# 星野みく (AV女優)
星野 みく（ほしの みく、1986年8月15日 - ）は、東京都出身のAV女優。
趣味・特技はショッピング。

## 略歴
- 2006年に『新人ギリギリモザイク』でAVデビュー。
- 2007年10月26日に発売したSunny Smile サニー・スマイル 星野みくを最後に単体ものがでいないため、引退したと思われる。

## 作品

### アダルトビデオ
2006年
- 新人×ギリギリモザイク 新人ギリギリモザイク（4月19日 DVD、エスワン）デビュー作
- ギリギリモザイク 学校でセックスしよっ♥（5月19日 DVD、エスワン）
- ギリギリモザイク じっくり濃厚セックス（6月19日 DVD、エスワン）
- ギリギリモザイク 6つのコスチュームでパコパコ!（7月19日 DVD、エスワン）
- ギリギリモザイク みくとの共同生活は24時間セックスざんまい!（8月19日 DVD、エスワン）
- ギリギリモザイク 無限バコバコ 12（9月19日 DVD、エスワン）
- S1ガールズコレクション S1女学院♥み～んなでパコパコ学園祭! 2（10月7日 DVD、エスワン）他多数出演
- ギリギリモザイク 街で噂のエッチな姉妹 2（10月19日 DVD、エスワン）共演 杏珠
- ギリギリモザイク Wメイド～ご主人様抜いて差し上げます♥（11月7日 DVD、エスワン）共演 吉乃ひとみ
- FRAGRANCE 19 代々木 MIKU 19歳 星野みく（12月25日 DVD、YeLLOW）

2007年
- クリーム中出し 2（2月16日 DVD、オープンモール）他出演 片瀬くるみ、瀬戸彩
- S1ガールズコレクション ウブなセックスたっぷり見せちゃうぞ♥ 3（2月19日 DVD、エスワン）ベスト、総集編
- S1ガールズコレクション S1女学院♥み～んなでパコパコ学園祭! 3（4月7日 DVD、エスワン）他多数出演
- Fragrance Best 2（6月25日 DVD、YeLLOW）ベスト、総集編
- THE中出し980 女子校生ナマ注入（7月20日 DVD、エクストリージョン）『クリーム中出し 2』に、瞳れんの出演作品を加えた編集版
- S1ガールズヒストリー 完全保存版 S1期間限定作品集 2（11月19日 DVD、エスワン）ベスト、総集編
- S1 GIRLS COLLECTION S級女優20人! ものすごくカワイイ美少女とセックス4時間（12月19日 DVD、エスワン）ベスト、総集編

2008年
- S1 GIRLS COLLECTION ちっちゃい美少女アイドルとパコパコ4時間（2月19日 DVD、エスワン）ベスト、総集編
- AV女優24人のプライベートSEX 4時間（5月19日 DVD、YeLLOW）他23名出演